# 丸山誠治
丸山 誠治（まるやま せいじ、1912年（明治45年）6月15日 - 1989年（平成元年）11月22日）は、日本の映画監督。男性映画を得意とする一方、司葉子のデビュー作を撮った監督としても知られる。代表作に『男ありて』『太平洋奇跡の作戦 キスカ』『日本海大海戦』など。77歳にて死去。

## 来歴、人物
山口県山口市道場門前町の出身。1933年、再興官立旧制山口高等学校卒業。京都帝国大学（現・京都大学）法学部在学中に同大学交響楽団の第一バイオリン・メンバーとして、アルバイトで映画音楽演奏の仕事などもこなした。
1936年、大学卒業と同時にPCL（東宝の前身）に入社。同期に黒澤明、関川秀雄らがいる。山本嘉次郎の助監督となるが、1937年と1943年の二度にわたり応召。日中戦争に従軍したために監督昇進が遅れる。
1951年、師・山本嘉次郎脚本の映画『三太物語』で監督デビュー。初期はホームドラマを量産する。
1954年、有馬稲子、池部良主演で『君死に給うことなかれ』の撮影に入るが、有馬が病気により降板。代役としてたまたま当時家庭よみうりのグラビアを飾っていた毎日放送局の社員・司葉子を起用して成功。
司をスターダムに押し上げた。
1955年には、志村喬が引退を控えたプロ野球の監督を演じた『男ありて』を監督。硬派のスポーツ映画を目指し、そこに男性的なホームドラマを絡めたこの作品は、のちに澤地久枝が著した志村喬の評伝にタイトルが使われるなど、志村の代表作の一つとなる。
1965年、『太平洋奇跡の作戦 キスカ』で初の戦争映画に挑戦。関係者に綿密な取材を行い、キスカ島守備隊の生存者をアドバイザーとして撮影に立ち会わせるなどして、太平洋戦争中の知られざる無血撤退作戦の映画化に臨んだ。
これで戦争映画の力量を認められ、1967年以降東宝が年1本ペースで大作戦争映画を製作するようになると、三船敏郎を主演に迎えて『連合艦隊司令長官 山本五十六』と『日本海大海戦』を監督する。この2本は、東宝特撮とのコラボレーションであり、特に後者は円谷英二の遺作として特撮が最大の見せ場になっているが、世界レベルで舞台が移動する壮大なドラマを手際良く処理する丸山の演出も、映画の完成度をより高めることとなった。一方、山本五十六や東郷平八郎とその家族を頂点として、さまざまな登場人物の家族ドラマや青春ドラマが交錯する群像劇に、東宝の普通級作品（プログラムピクチャー）で数々のホームドラマや青春映画を監督してきた丸山の力量が存分に活かされた。
1979年にフリーとなり、念願だった日豪合作の戦争映画『南十字星』を最後に第一線を退いた。

## 作品

### 監督（映画）
- 三太物語（1951年）
- 思春期（1952年）
- 息子の花嫁（1952年）
- 母と娘（1953年）
- 坊っちゃん（1953年）
- 伊津子とその母（1954年）
- 君死に給うことなかれ（1954年）
- 兄さんの愛情（1954年）
- 男ありて（1955年）
- 朝霧（1955年）
- 現代の欲望（1956年）
- 山と川のある町（1957年）
- 山鳩（1957年）
- 憎いもの（1957年）
- 初恋物語（1957年）
- 二人だけの橋（1958年）
- 女ごころ（1959年）
- 悪魔の接吻（1959年）

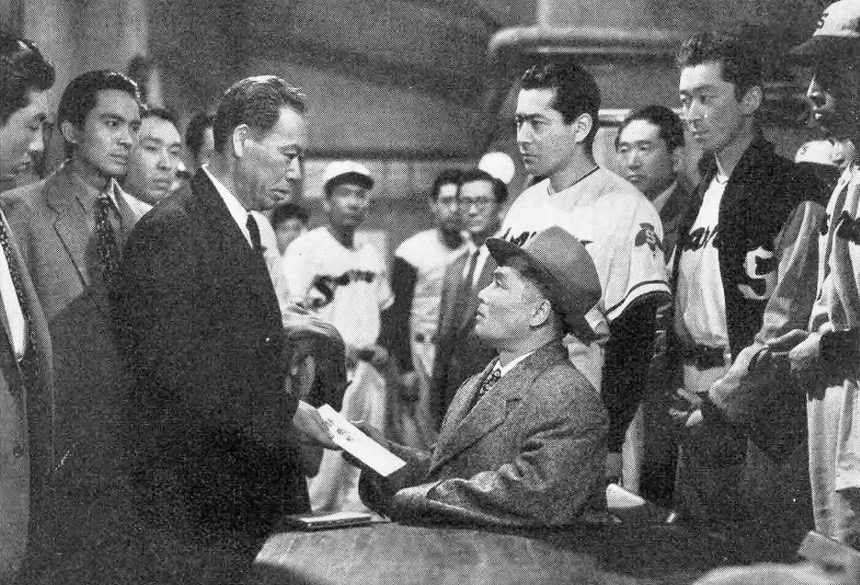
『男ありて』（1955年）

- サラリーマン御意見帖 男の一大事（1960年）
- 姉さん女房（1960年）
- 続・姉さん女房 駄々っ子亭主（1960年）
- 慕情の人（1961年）
- B・G物語 二十才の設計（1961年）
- 地方記者（1962年）
- われらサラリーマン（1963年）
- 現代紳士野郎（1964年）
- 太平洋奇跡の作戦 キスカ（1965年）
- 石中先生行状記（1966年）
- 父子草（1967年）
- 君に幸福を センチメンタル・ボーイ（1967年）
- 連合艦隊司令長官 山本五十六（1968年）※脚本も担当
- 日本海大海戦（1969年）
- 商魂一代 天下の暴れん坊（1970年）
- 若い生命がここにある（1972年、三越創業三百年記念映画）
- 大空のサムライ（1976年）[4]
- 朝やけの海（1976年）
- 南十字星（1982年）※ピーター・マックスウェルと共同監督

### 監督（テレビドラマ）
- 新婚さん（1966年、TBS）
  - 第2回『花とラブレター』
- 結婚ぎらい(1969年、フジテレビ）
- 夫よ男よ強くなれ（1969年～1970年、NET）
  - 第6回『夫にビンタを』（1969年）
  - 第24回『今晩おひま…?』（1970年）
- 鬼平犯科帳（2）（1971年、NET）
  - 第24回
- マドモアゼル通り（1972年、よみうりテレビ）
  - 第11回『消えたパンタロン』
  - 第12回『デザイナーへの別れ道』
  - 第16回『はるかに遠い星』
  - 第17回『富士に誓う』
  - 第18回『あの星に挑戦!』
- 子連れ狼（1973年～1976年、日本テレビ）
  - 第24回『なみだ糸』(1973年）
  - 第25回『柳生封回状』（1973年）
- ライオン奥様劇場『愛あればこそ』（1973年、フジテレビ）
- 幡随院長兵衛お待ちなせえ（1974年、毎日放送）
  - 第4回『大江戸暴れ馬』
  - 第5回『吠えろ唐犬』
- 長崎犯科帳（1975年、日本テレビ）
  - 第11回『真夜中の逃亡者』
  - 第21回『辻斬り犯人を追え』
- 土曜ワイド劇場『目撃者なし』（1978年、テレビ朝日）
- 土曜ワイド劇場『翔んでる女が消えた!善福寺池バラバラ殺人事件』（1979年、テレビ朝日）